# Calothamnus villosus
Calothamnus villosus är en myrtenväxtart som beskrevs av Robert Brown och William Townsend Aiton. Calothamnus villosus ingår i släktet Calothamnus och familjen myrtenväxter. Inga underarter finns listade i Catalogue of Life.

## Bildgalleri

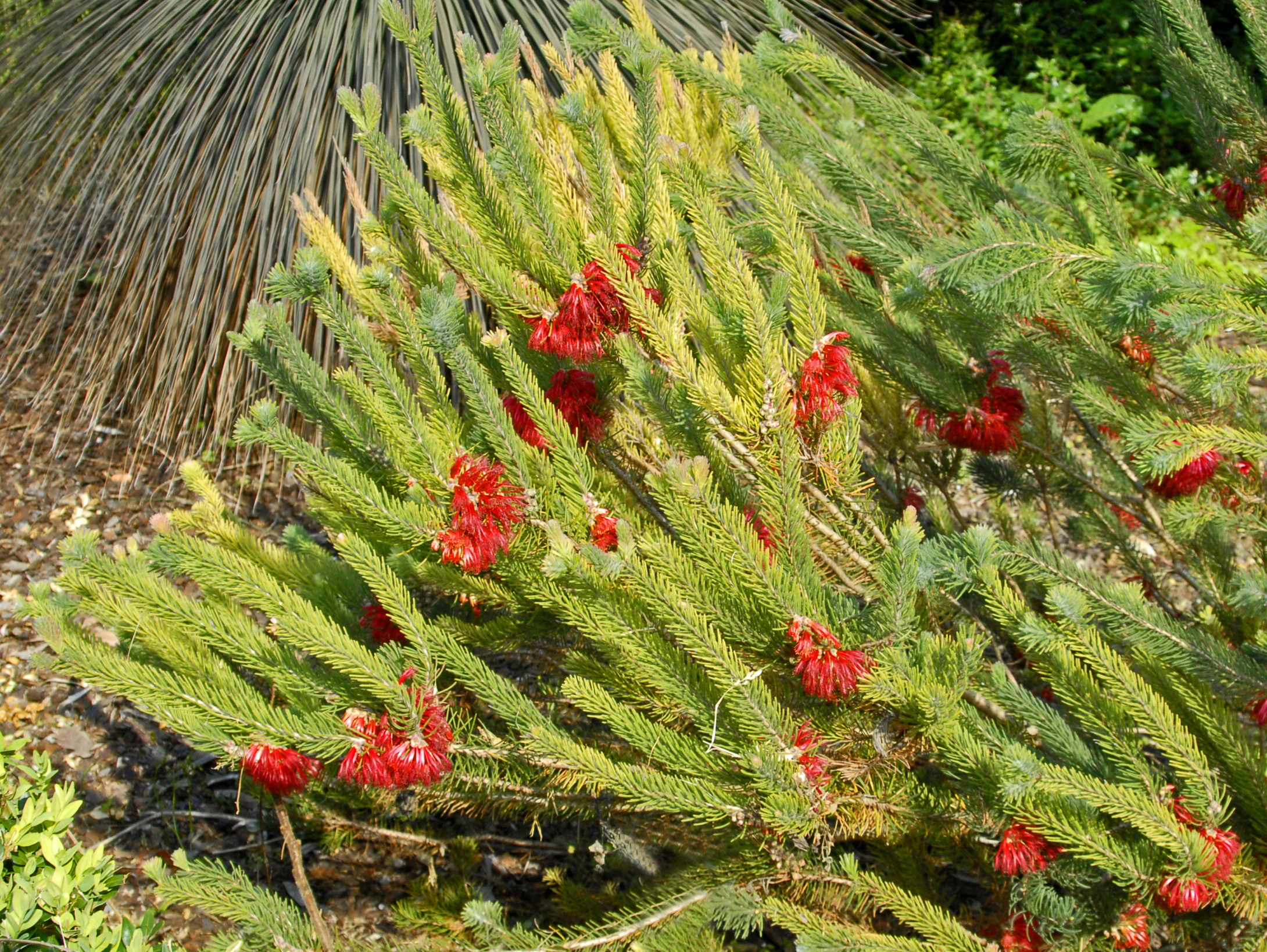